# Kamenica (Koceljeva)
Pour les articles homonymes, voir Kamenica.
Kamenica (en serbe cyrillique : Каменица) est un village de Serbie situé dans la municipalité de Koceljeva, district de Mačva. Au recensement de 2011, il comptait 539 habitants.

## Démographie
| 1948  | 1953  | 1961  | 1971  | 1981  | 1991 | 2002 | 2011 |
| ----- | ----- | ----- | ----- | ----- | ---- | ---- | ---- |
| 1 344 | 1 360 | 1 298 | 1 239 | 1 102 | 888  | 696  | 539  |

|  |